# Pupillin
Pupillin ist eine französische Gemeinde im Département Jura in der Region Bourgogne-Franche-Comté. Sie gehört zum Arrondissement Dole und zum Kanton Arbois. Die Nachbargemeinden sind Arbois im Norden und Osten, Poligny im Süden und Buvilly im Westen.

## Bevölkerungsentwicklung
| Jahr                       | 1962 | 1968 | 1975 | 1982 | 1990 | 1999 | 2008 | 2017 |
| -------------------------- | ---- | ---- | ---- | ---- | ---- | ---- | ---- | ---- |
| Einwohner                  | 173  | 158  | 148  | 186  | 213  | 218  | 253  | 237  |
| Quellen: Cassini und INSEE |      |      |      |      |      |      |      |      |

## Sehenswürdigkeiten
- Kirche Saint-Léger
- Fundamente eines kleinen antiken Tempels (Fanum) – Monument historique[1]

## Einzelnachweise

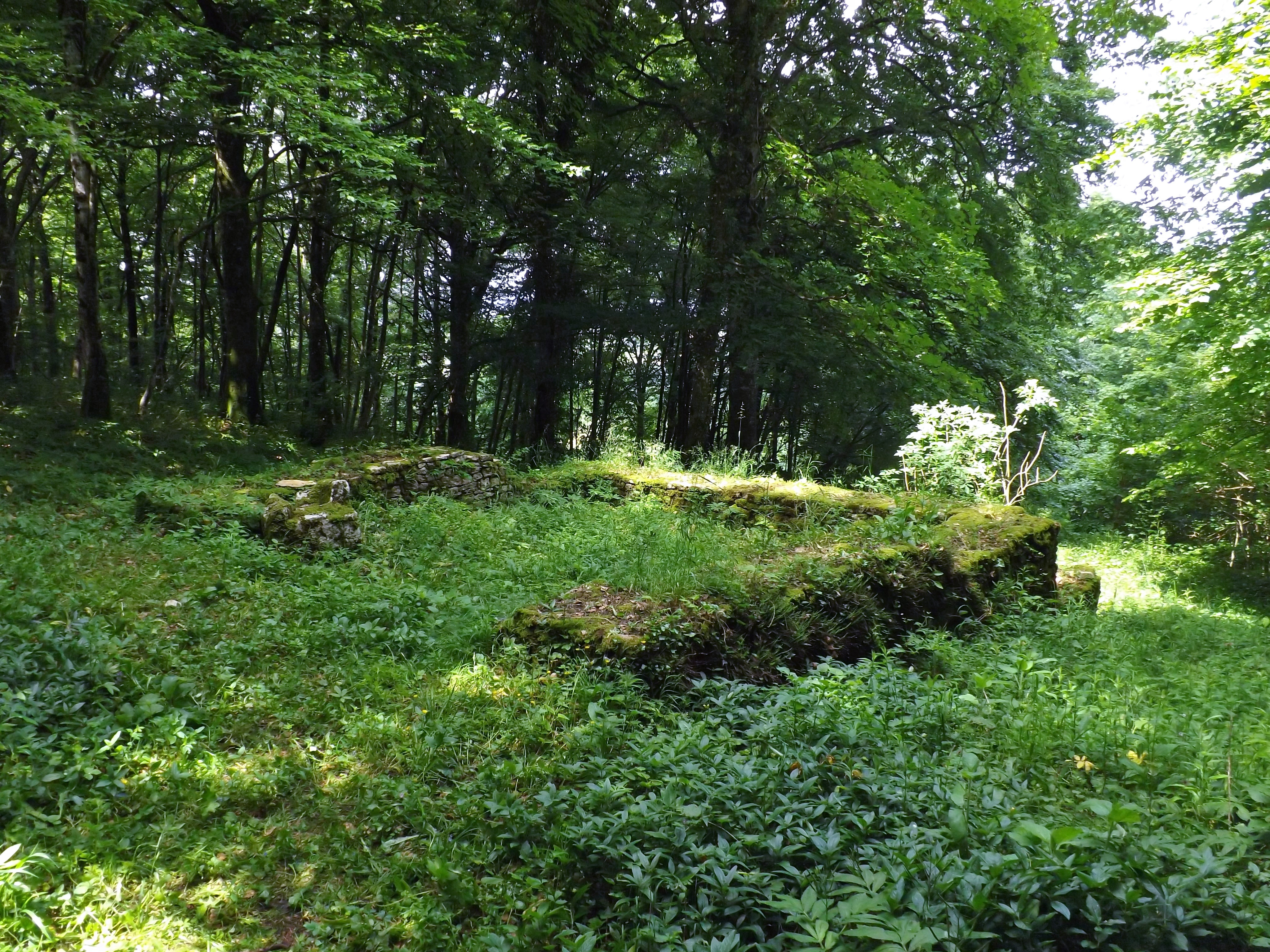
Antike Tempelreste